# Lei da Esmolândia
A Lei da Esmolândia (em sueco: Smålandslagen), também chamada Lei do distrito de Tio (em sueco: Tiohäradslagen), foi a lei oficial do distrito de Tio, que compreendia Verêndia, Niudúngia e Finuídia, no sul da Esmolândia. Desta, sobreviveu só a seção do direito eclesiástico e sua linguagem se assemelha àquela da Lei da Dalecárlia. Pensa-se que era formada originalmente pela introdução real, uma lista com os limites às dinamarquesas Blecíngia, Escânia e Halândia, e a seção da Igreja.